# 지구사촌
지구사촌(千種村)은 지바현 이치하라군에 일찍이 존재했던 촌이다. 현재의 이치하라시 북부에 해당한다.

## 역사
- 1889년 4월 1일 - 정촌제 시행에 수반해 이치하라군 지구사촌이 성립하였다.
- 1955년 9월 30일 - 고이정에 편입해 소멸하였다.

## 참고문헌
- 市原のあゆみ
- 小沢治郎左衛門『上総国町村誌 第一編』1889年。NDLJP:763698。
- 千葉県市原郡教育会『千葉県市原郡誌』千葉県市原郡、1916年。NDLJP:951002。
- 『明治22年千葉県町村分合資料 七 市原郡町村分合取調』1889年。

## 관련링크
- 『千葉県市原郡誌』第二部 町村誌「千種村」 NDLJP:951002/341
- 千葉県市原郡千種村 (12B0090016) - 歴史的行政区域データセットβ版